# Coupe du monde féminine de football 2015
Navigation
Allemagne 2011 France 2019
La Coupe du monde féminine de football 2015 est la septième édition de la Coupe du monde féminine de football et se déroule du 6 juin au 5 juillet 2015 au Canada. Il s’agit de la troisième phase finale de Coupe du monde se disputant sur le continent nord-américain. Le pays organisateur a été choisi en mars 2011 par la Fédération internationale de football association (FIFA). Le tournoi réunit pour la première fois 24 équipes (contre 16 lors de l'édition précédente).
Les sélections nationales participent à une phase de qualification entre 2013 et 2015 et se disputent 23 des 24 places en phase finale pour rejoindre le Canada, qualifié d’office en tant que pays organisateur.
Les villes retenues pour accueillir les matchs sont Moncton, Ottawa, Montréal, Winnipeg, Edmonton et Vancouver.
Les États-Unis remportent le titre mondial pour la troisième fois leur histoire en battant le Japon en finale. L'Angleterre complète le podium en s'imposant face à l'Allemagne dans le match pour la troisième place.

## Préparation de l'événement

### Désignation du pays hôte
L'organisation de la Coupe du monde féminine de football est désormais doublée de celle de la Coupe du monde féminine de football des moins de 20 ans l'année précédente.
Deux pays se portent candidats pour l'organisation de la Coupe du monde féminine 2015 : le Canada et le Zimbabwe.
Le 1er mars 2011, le Zimbabwe se désiste, laissant le Canada comme seul candidat. Le 3 mars 2011, la FIFA attribue l'organisation du tournoi au Canada.

### Villes et stades retenus
Après l'annonce de la candidature canadienne, sept villes du pays manifestent leur souhait d'accueillir des matchs de la compétition. Ce sont finalement six stades qui sont retenus après le désistement de la ville d'Halifax. À noter également que la ville de Toronto, capitale économique du pays, ne s'est pas lancée dans la course afin de ne pas gêner les Jeux panaméricains qu'elle organise en 2015.
Le stade du Commonwealth d'Edmonton accueille le match d'ouverture. La BC Place à Vancouver accueille la finale.
| \| Edmonton Montréal Vancouver Winnipeg Ottawa Moncton \| Sites de la Coupe du monde 2015 |
| Edmonton Montréal Vancouver Winnipeg Ottawa Moncton                                       |

| Edmonton Montréal Vancouver Winnipeg Ottawa Moncton |

## Acteurs de la Coupe du monde

### Équipes qualifiées
Le nombre d'équipes admises en phase finale passe de 16 à 24, et donc le nombre de matches joués de 32 à 52.
Les épreuves qualificatives pour la Coupe du monde féminine de football 2015 se déroulent d'avril 2013 à novembre 2014. En tant que pays hôte, le Canada est qualifiée d'office, tandis que les autres équipes passent par les qualifications continentales.
La Corée du Nord est suspendue à cause de contrôles positifs à plusieurs produits dopants lors de la précédente édition. Ce sera la première fois depuis 1995 que cette équipe ne participe pas à la compétition.

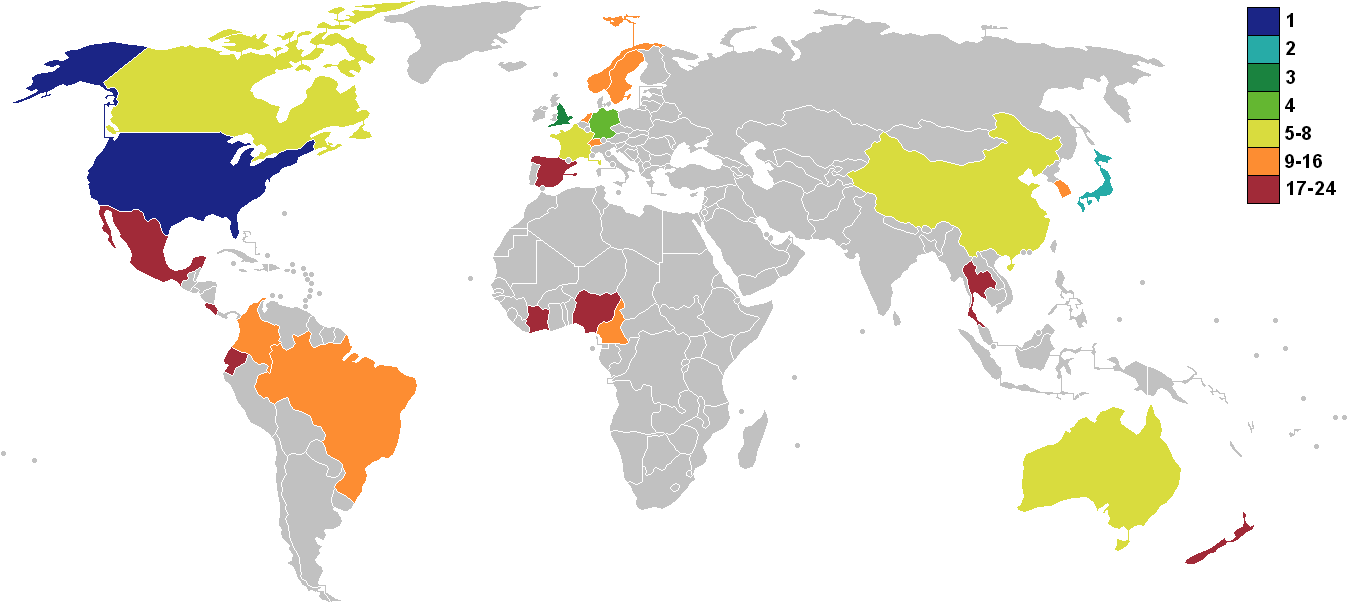
Les équipes participant à la Coupe du monde féminine 2015.

| Europe (UEFA) 8 places | Amérique du Sud (CONMEBOL) 2,5 places                                                                                    | Afrique (CAF) 3 places |
| --- | --- | --- |
| - Suisse : 1re phase finale - Angleterre : 4e phase finale - Norvège : 7e phase finale - Allemagne : 7e phase finale - Espagne : 1re phase finale - France : 3e phase finale - Suède : 7e phase finale - Pays-Bas : 1re phase finale | - Brésil : 7e phase finale - Colombie : 2e phase finale - Équateur : 1re phase finale                                    | - Nigeria : 7e phase finale - Cameroun : 1re phase finale - Côte d'Ivoire : 1re phase finale                                                        |
| Océanie (OFC) 1 place | Amérique du Nord, Centrale et Caraïbes (CONCACAF) 4,5 places dont une au pays hôte                                       | Asie (AFC) 5 places |
| - Nouvelle-Zélande : 4e phase finale | - Canada PO : 6e phase finale - États-Unis : 7e phase finale - Mexique : 3e phase finale - Costa Rica : 1re phase finale | - Japon T : 7e phase finale - Australie : 6e phase finale - Chine : 6e phase finale - Thaïlande : 1re phase finale - Corée du Sud : 2e phase finale |

## Phase finale

### Tirage au sort
Le tirage au sort se déroule le 6 décembre 2014 à Ottawa.
| Chapeau 1                                       | Chapeau 2                                                          | Chapeau 3                                                | Chapeau 4                                        |
| ----------------------------------------------- | ------------------------------------------------------------------ | -------------------------------------------------------- | ------------------------------------------------ |
| Canada Brésil France Allemagne Japon États-Unis | Cameroun Côte d'Ivoire Nigeria Costa Rica Mexique Nouvelle-Zélande | Australie Chine Corée du Sud Thaïlande Colombie Équateur | Angleterre Pays-Bas Norvège Espagne Suède Suisse |

| Groupe A                | Groupe B             | Groupe C        | Groupe D         | Groupe E            | Groupe F         |
| ----------------------- | -------------------- | --------------- | ---------------- | ------------------- | ---------------- |
| Canada, n° 8            | Allemagne, n° 1      | Japon, n° 4     | États-Unis, n° 2 | Brésil, n° 7        | France, n° 3     |
| Nouvelle-Zélande, n° 18 | Côte d'Ivoire, n° 65 | Cameroun, n° 52 | Nigeria, n° 32   | Costa Rica, n° 37   | Mexique, n° 25   |
| Chine, n° 13            | Thaïlande, n° 31     | Équateur, n° 46 | Australie, n° 10 | Corée du Sud, n° 17 | Colombie, n° 28  |
| Pays-Bas, n° 11         | Norvège, n° 12       | Suisse, n° 19   | Suède, n° 5      | Espagne, n° 15      | Angleterre, n° 6 |

### Controverses

#### Utilisation de gazon synthétique
Les conditions climatiques au Canada, en dehors de Toronto, sont jugées trop difficiles par la FIFA, qui décide de remplacer l'emploi de pelouse naturelle par du gazon synthétique. Plus d'une cinquantaine de joueuses professionnelles, de nombreux pays, suivant l'internationale américaine Abby Wambach, protestent contre ce qu'elles jugent être une « discrimination » entre hommes et femmes, violant la Loi canadienne sur les droits de la personne, ainsi qu'un risque accru de blessures, usant de photos sur les réseaux sociaux.
Même sous la possibilité d'un boycott de la compétition, Tatjana Haenni, responsable des compétitions féminines à la FIFA, maintient que « nous jouerons sur de la pelouse artificielle, et il n'y a pas de plan B »,.
Une plainte est même déposée devant les tribunaux canadiens et américains, retirée quelques semaines après par quelques joueuses. Des « pressions » de la FIFA et de la fédération canadienne sont évoquées, notamment sur les joueuses françaises en vue de l'attribution de la Coupe du monde féminine 2019 en France. Les poursuites sont définitivement abandonnées par les joueuses en janvier 2015.

#### Désignation et placement des têtes de série
Malgré un classement FIFA moindre, le Brésil se voit placé dans le chapeau des têtes de série pour des raisons géographiques. En effet, le Brésil est, à l'heure du tirage, sixième nation mondiale, juste derrière la Suède qui elle se retrouve dans le chapeau 4 des équipes européennes.
Jérôme Valcke, secrétaire général de la FIFA, annonce que les têtes de série seront affectées à leur groupe avant le tirage. L'Allemagne est ainsi placée dans le groupe B, le Japon dans le groupe C, les États-Unis dans le D, le Brésil dans le E et la France dans le F, alors que le Canada, pays hôte, se trouve dans le groupe A.
La controverse porte sur l'avantage donné a priori à quatre de ces têtes de série, promises à la première place de leurs groupes par leur statut de favorites, de disputer le huitième de finale contre un troisième de groupe, quand les deux autres têtes de séries affronteraient un deuxième, théoriquement plus fort. Pia Sundhage, sélectionneuse de la Suède, déplore ainsi de voir son équipe être finalement tirée au sort dans le « groupe de la mort », en compagnie des États-Unis. Elle conclut cependant avec la même formule que Jill Ellis, le sélectionneur américain : « ce qui est fait est fait ».
Le groupe de la mort
Les critiques,  sur les modalités de tirage restent nombreuses à l'issue de celui-ci en raison de la constitution d'un « groupe de la mort », soit le groupe D (États-Unis, Suède, Australie et Nigeria) qui contient trois équipes du top dix mondial, pour le plus haut total de points du Classement mondial féminin de la FIFA, devant les groupes A et F.
En outre, pour rajouter à la confusion lors du tirage au sort, la Colombie est initialement placée dans le groupe E avec le Brésil, ce qui est un placement règlementairement impossible car deux équipes d'une même confédération ne peuvent s'affronter au premier tour (hormis pour l'UEFA), la Colombie doit donc être déplacée dans le groupe F,.

### Premier tour
Les vingt-quatre équipes sont réparties en six groupes de quatre. Chacune affronte les trois autres de son groupe. À l'issue des trois journées, les deux premières de chaque groupe ainsi que les quatre meilleures troisièmes sont qualifiées pour les huitièmes de finale.
Chaque équipe reçoit trois points pour une victoire et un pour un match nul. En cas d'égalité de points entre équipes dans un groupe elles sont départagées suivant :
1. la meilleure différence de buts ;
2. le plus grand nombre de buts marqués ;
3. le plus grand nombre de points obtenus dans les matches de groupe entre les équipes concernées ;
4. la différence de buts particulière dans les matches de groupe entre les équipes concernées ;
5. le plus grand nombre de buts marqués dans les matches de groupe entre les équipes concernées ;

Seuls les deux premiers critères ci-dessus ont effectivement été utilisés pour classer des équipes.

#### Groupe A
| Rang | Équipe           | Pts | J | G | N | P | Bp | Bc | Diff |
| ---- | ---------------- | --- | - | - | - | - | -- | -- | ---- |
| 1    | Canada           | 5   | 3 | 1 | 2 | 0 | 2  | 1  | +1   |
| 2    | Chine            | 4   | 3 | 1 | 1 | 1 | 3  | 3  | 0    |
| 3    | Pays-Bas         | 4   | 3 | 1 | 1 | 1 | 2  | 2  | 0    |
| 4    | Nouvelle-Zélande | 2   | 3 | 0 | 2 | 1 | 2  | 3  | -1   |

| Match | Date         | Lieu     | Équipe 1         | Résultat | Équipe 2         |
| ----- | ------------ | -------- | ---------------- | -------- | ---------------- |
| 1     | 6 juin 2015  | Edmonton | Canada           | 1 – 0    | Chine            |
| 2     | 6 juin 2015  | Edmonton | Nouvelle-Zélande | 0 – 1    | Pays-Bas         |
| 13    | 11 juin 2015 | Edmonton | Canada           | 0 – 0    | Nouvelle-Zélande |
| 14    | 11 juin 2015 | Edmonton | Chine            | 1 – 0    | Pays-Bas         |
| 25    | 15 juin 2015 | Montréal | Pays-Bas         | 1 – 1    | Canada           |
| 26    | 15 juin 2015 | Winnipeg | Chine            | 2 – 2    | Nouvelle-Zélande |

#### Groupe B
| Rang | Équipe        | Pts | J | G | N | P | Bp | Bc | Diff |
| ---- | ------------- | --- | - | - | - | - | -- | -- | ---- |
| 1    | Allemagne     | 7   | 3 | 2 | 1 | 0 | 15 | 1  | +14  |
| 2    | Norvège       | 7   | 3 | 2 | 1 | 0 | 8  | 2  | +6   |
| 3    | Thaïlande     | 3   | 3 | 1 | 0 | 2 | 3  | 10 | -7   |
| 4    | Côte d'Ivoire | 0   | 3 | 0 | 0 | 3 | 3  | 16 | -13  |

| Match | Date         | Lieu     | Équipe 1      | Résultat | Équipe 2      |
| ----- | ------------ | -------- | ------------- | -------- | ------------- |
| 3     | 7 juin 2015  | Ottawa   | Allemagne     | 10 – 0   | Côte d'Ivoire |
| 4     | 7 juin 2015  | Ottawa   | Norvège       | 4 – 0    | Thaïlande     |
| 15    | 11 juin 2015 | Ottawa   | Allemagne     | 1 – 1    | Norvège       |
| 16    | 11 juin 2015 | Ottawa   | Côte d'Ivoire | 2 – 3    | Thaïlande     |
| 27    | 15 juin 2015 | Winnipeg | Thaïlande     | 0 – 4    | Allemagne     |
| 28    | 15 juin 2015 | Moncton  | Côte d'Ivoire | 1 – 3    | Norvège       |

#### Groupe C
| Rang | Équipe   | Pts | J | G | N | P | Bp | Bc | Diff |
| ---- | -------- | --- | - | - | - | - | -- | -- | ---- |
| 1    | Japon    | 9   | 3 | 3 | 0 | 0 | 4  | 1  | +3   |
| 2    | Cameroun | 6   | 3 | 2 | 0 | 1 | 9  | 3  | +6   |
| 3    | Suisse   | 3   | 3 | 1 | 0 | 2 | 11 | 4  | +7   |
| 4    | Équateur | 0   | 3 | 0 | 0 | 3 | 1  | 17 | -16  |

| Match | Date         | Lieu      | Équipe 1 | Résultat | Équipe 2 |
| ----- | ------------ | --------- | -------- | -------- | -------- |
| 5     | 8 juin 2015  | Vancouver | Japon    | 1 – 0    | Suisse   |
| 6     | 8 juin 2015  | Vancouver | Cameroun | 6 – 0    | Équateur |
| 17    | 12 juin 2015 | Vancouver | Japon    | 2 – 1    | Cameroun |
| 18    | 12 juin 2015 | Vancouver | Suisse   | 10 – 1   | Équateur |
| 29    | 16 juin 2015 | Winnipeg  | Équateur | 0 – 1    | Japon    |
| 30    | 16 juin 2015 | Edmonton  | Suisse   | 1 – 2    | Cameroun |

#### Groupe D
| Rang | Équipe     | Pts | J | G | N | P | Bp | Bc | Diff |
| ---- | ---------- | --- | - | - | - | - | -- | -- | ---- |
| 1    | États-Unis | 7   | 3 | 2 | 1 | 0 | 4  | 1  | +3   |
| 2    | Australie  | 4   | 3 | 1 | 1 | 1 | 4  | 4  | 0    |
| 3    | Suède      | 3   | 3 | 0 | 3 | 0 | 4  | 4  | 0    |
| 4    | Nigeria    | 1   | 3 | 0 | 1 | 2 | 3  | 6  | -3   |

| Match | Date         | Lieu      | Équipe 1   | Résultat | Équipe 2   |
| ----- | ------------ | --------- | ---------- | -------- | ---------- |
| 7     | 8 juin 2015  | Winnipeg  | États-Unis | 3 – 1    | Australie  |
| 8     | 8 juin 2015  | Winnipeg  | Suède      | 3 – 3    | Nigeria    |
| 19    | 12 juin 2015 | Winnipeg  | États-Unis | 0 – 0    | Suède      |
| 20    | 12 juin 2015 | Winnipeg  | Australie  | 2 – 0    | Nigeria    |
| 31    | 16 juin 2015 | Vancouver | Nigeria    | 0 – 1    | États-Unis |
| 32    | 16 juin 2015 | Edmonton  | Australie  | 1 – 1    | Suède      |

#### Groupe E
| Rang | Équipe       | Pts | J | G | N | P | Bp | Bc | Diff |
| ---- | ------------ | --- | - | - | - | - | -- | -- | ---- |
| 1    | Brésil       | 9   | 3 | 3 | 0 | 0 | 4  | 0  | +4   |
| 2    | Corée du Sud | 4   | 3 | 1 | 1 | 1 | 4  | 5  | -1   |
| 3    | Costa Rica   | 2   | 3 | 0 | 2 | 1 | 3  | 4  | -1   |
| 4    | Espagne      | 1   | 3 | 0 | 1 | 2 | 2  | 4  | -2   |

| Match | Date         | Lieu     | Équipe 1     | Résultat | Équipe 2     |
| ----- | ------------ | -------- | ------------ | -------- | ------------ |
| 9     | 9 juin 2015  | Montréal | Brésil       | 2 – 0    | Corée du Sud |
| 10    | 9 juin 2015  | Montréal | Espagne      | 1 – 1    | Costa Rica   |
| 21    | 13 juin 2015 | Montréal | Brésil       | 1 – 0    | Espagne      |
| 22    | 13 juin 2015 | Montréal | Corée du Sud | 2 – 2    | Costa Rica   |
| 33    | 17 juin 2015 | Moncton  | Costa Rica   | 0 – 1    | Brésil       |
| 34    | 17 juin 2015 | Ottawa   | Corée du Sud | 2 – 1    | Espagne      |

#### Groupe F
| Rang | Équipe     | Pts | J | G | N | P | Bp | Bc | Diff |
| ---- | ---------- | --- | - | - | - | - | -- | -- | ---- |
| 1    | France     | 6   | 3 | 2 | 0 | 1 | 6  | 2  | +4   |
| 2    | Angleterre | 6   | 3 | 2 | 0 | 1 | 4  | 3  | +1   |
| 3    | Colombie   | 4   | 3 | 1 | 1 | 1 | 4  | 3  | +1   |
| 4    | Mexique    | 1   | 3 | 0 | 1 | 2 | 2  | 8  | -6   |

| Match | Date         | Lieu     | Équipe 1   | Résultat | Équipe 2   |
| ----- | ------------ | -------- | ---------- | -------- | ---------- |
| 11    | 9 juin 2015  | Moncton  | France     | 1 – 0    | Angleterre |
| 12    | 9 juin 2015  | Moncton  | Colombie   | 1 – 1    | Mexique    |
| 23    | 13 juin 2015 | Moncton  | France     | 0 – 2    | Colombie   |
| 24    | 13 juin 2015 | Moncton  | Angleterre | 2 – 1    | Mexique    |
| 35    | 17 juin 2015 | Ottawa   | Mexique    | 0 – 5    | France     |
| 36    | 17 juin 2015 | Montréal | Angleterre | 2 – 1    | Colombie   |

#### Meilleures troisièmes de groupe
Les quatre meilleures troisièmes sont repêchées pour compléter le tableau des huitièmes de finale. Afin de les désigner, un classement comparatif des six équipes concernées est établi (suivant le nombre de points, puis différence de buts, puis nombre de buts marqués) :
| Rang | Équipe             | Pts | J | G | N | P | Bp | Bc | Diff |
| ---- | ------------------ | --- | - | - | - | - | -- | -- | ---- |
| 1    | Colombie (gr. F)   | 4   | 3 | 1 | 1 | 1 | 4  | 3  | +1   |
| 2    | Pays-Bas (gr. A)   | 4   | 3 | 1 | 1 | 1 | 2  | 2  | 0    |
| 3    | Suisse (gr. C)     | 3   | 3 | 1 | 0 | 2 | 11 | 4  | +7   |
| 4    | Suède (gr. D)      | 3   | 3 | 0 | 3 | 0 | 4  | 4  | 0    |
| 5    | Thaïlande (gr. B)  | 3   | 3 | 1 | 0 | 2 | 3  | 10 | -7   |
| 6    | Costa Rica (gr. E) | 2   | 3 | 0 | 2 | 1 | 3  | 4  | -1   |

     Équipes qualifiées ; Pts = points ; J = joués ; G = gagnés ; N = nuls ; P = perdus ;

Bp = buts pour ; Bc = buts contre ; Diff = différence de buts.
Distribution des meilleures troisièmes en huitièmes de finale
Puisque quatre des six groupes placent une troisième équipe dans le tableau final, les différentes combinaisons formées par les groupes de provenance des équipes qualifiées servent à les répartir contre les premiers des groupes A à D (voir tableau final ci-dessus), comme suit :
En fonction des résultats, c'est la combinaison A C D F (ligne en gras dans le tableau précédent) qui est retenue.

### Tableau final
|  | Huitièmes de finale | Huitièmes de finale   |            |                        | Quarts de finale       | Quarts de finale |   |  | Demi-finales      | Demi-finales      |  |  | Finale               | Finale               |
|  | Huitièmes de finale | Huitièmes de finale   |            |                        | Quarts de finale       | Quarts de finale |   |  | Demi-finales      | Demi-finales      |  |  | Finale               | Finale               |
|  |                     |                       |            |                        |                        |                  |   |  |                   |                   |  |  |                      |                      |
|  | 20 juin, Edmonton   | 20 juin, Edmonton     |            |                        | 26 juin, Ottawa        | 26 juin, Ottawa  |   |  | 30 juin, Montréal | 30 juin, Montréal |  |  | 5 juillet, Vancouver | 5 juillet, Vancouver |
|  | 20 juin, Edmonton   | 20 juin, Edmonton     |            |                        | 26 juin, Ottawa        | 26 juin, Ottawa  |   |  | 30 juin, Montréal | 30 juin, Montréal |  |  | 5 juillet, Vancouver | 5 juillet, Vancouver |
|  | [2A] Chine          | 1                     |            |                        | 26 juin, Ottawa        | 26 juin, Ottawa  |   |  | 30 juin, Montréal | 30 juin, Montréal |  |  | 5 juillet, Vancouver | 5 juillet, Vancouver |
|  | [2A] Chine          | 1                     |            |                        | 26 juin, Ottawa        | 26 juin, Ottawa  |   |  | 30 juin, Montréal | 30 juin, Montréal |  |  | 5 juillet, Vancouver | 5 juillet, Vancouver |
|  | [2C] Cameroun       | 0                     |            |                        | 26 juin, Ottawa        | 26 juin, Ottawa  |   |  | 30 juin, Montréal | 30 juin, Montréal |  |  | 5 juillet, Vancouver | 5 juillet, Vancouver |
|  | [2C] Cameroun       | 0                     | Chine      | 0                      |                        |                  |   |  | 30 juin, Montréal | 30 juin, Montréal |  |  | 5 juillet, Vancouver | 5 juillet, Vancouver |
|  | 22 juin, Edmonton   |                       | Chine      | 0                      |                        |                  |   |  | 30 juin, Montréal | 30 juin, Montréal |  |  | 5 juillet, Vancouver | 5 juillet, Vancouver |
|  |                     | États-Unis            | 1          |                        |                        |                  |   |  | 30 juin, Montréal | 30 juin, Montréal |  |  | 5 juillet, Vancouver | 5 juillet, Vancouver |
|  | [1D] États-Unis     | États-Unis            | 1          | 2                      |                        |                  |   |  | 30 juin, Montréal | 30 juin, Montréal |  |  | 5 juillet, Vancouver | 5 juillet, Vancouver |
|  | [1D] États-Unis     | 26 juin, Montréal     |            | 2                      |                        |                  |   |  | 30 juin, Montréal | 30 juin, Montréal |  |  | 5 juillet, Vancouver | 5 juillet, Vancouver |
|  | [3F] Colombie       | 0                     |            |                        |                        |                  |   |  | 30 juin, Montréal | 30 juin, Montréal |  |  | 5 juillet, Vancouver | 5 juillet, Vancouver |
|  | [3F] Colombie       | 0                     | États-Unis | 2                      |                        |                  |   |  |                   |                   |  |  | 5 juillet, Vancouver | 5 juillet, Vancouver |
|  | 20 juin, Ottawa     |                       | États-Unis | 2                      |                        |                  |   |  |                   |                   |  |  | 5 juillet, Vancouver | 5 juillet, Vancouver |
|  |                     | Allemagne             | 0          |                        |                        |                  |   |  |                   |                   |  |  | 5 juillet, Vancouver | 5 juillet, Vancouver |
|  | [1B] Allemagne      | Allemagne             | 0          | 4                      |                        |                  |   |  |                   |                   |  |  | 5 juillet, Vancouver | 5 juillet, Vancouver |
|  | [1B] Allemagne      | 1er juillet, Edmonton |            | 4                      |                        |                  |   |  |                   |                   |  |  | 5 juillet, Vancouver | 5 juillet, Vancouver |
|  | [3D] Suède          | 1                     |            |                        |                        |                  |   |  |                   |                   |  |  | 5 juillet, Vancouver | 5 juillet, Vancouver |
|  | [3D] Suède          | 1                     | Allemagne  | 1ap (5)                |                        |                  |   |  |                   |                   |  |  | 5 juillet, Vancouver | 5 juillet, Vancouver |
|  | 21 juin, Montréal   |                       | Allemagne  | 1ap (5)                |                        |                  |   |  |                   |                   |  |  | 5 juillet, Vancouver | 5 juillet, Vancouver |
|  |                     | France                | 1 tab(4)   |                        |                        |                  |   |  |                   |                   |  |  | 5 juillet, Vancouver | 5 juillet, Vancouver |
|  | [1F] France         | France                | 1 tab(4)   | 3                      |                        |                  |   |  |                   |                   |  |  | 5 juillet, Vancouver | 5 juillet, Vancouver |
|  | [1F] France         | 27 juin, Edmonton     |            | 3                      |                        |                  |   |  |                   |                   |  |  | 5 juillet, Vancouver | 5 juillet, Vancouver |
|  | [2E] Corée du Sud   | 0                     |            |                        |                        |                  |   |  |                   |                   |  |  | 5 juillet, Vancouver | 5 juillet, Vancouver |
|  | [2E] Corée du Sud   | 0                     | États-Unis | 5                      |                        |                  |   |  |                   |                   |  |  |                      |                      |
|  | 21 juin, Moncton    |                       | États-Unis | 5                      |                        |                  |   |  |                   |                   |  |  |                      |                      |
|  |                     | Japon                 | 2          |                        |                        |                  |   |  |                   |                   |  |  |                      |                      |
|  | [1E] Brésil         | Japon                 | 2          | 0                      |                        |                  |   |  |                   |                   |  |  |                      |                      |
|  | [1E] Brésil         |                       |            | 0                      |                        |                  |   |  |                   |                   |  |  |                      |                      |
|  | [2D] Australie      | 1                     |            |                        |                        |                  |   |  |                   |                   |  |  |                      |                      |
|  | [2D] Australie      | 1                     | Australie  | 0                      |                        |                  |   |  |                   |                   |  |  |                      |                      |
|  | 23 juin, Vancouver  |                       | Australie  | 0                      |                        |                  |   |  |                   |                   |  |  |                      |                      |
|  |                     | Japon                 | 1          |                        |                        |                  |   |  |                   |                   |  |  |                      |                      |
|  | [1C] Japon          | Japon                 | 1          | 2                      |                        |                  |   |  |                   |                   |  |  |                      |                      |
|  | [1C] Japon          | 27 juin, Vancouver    |            | 2                      |                        |                  |   |  |                   |                   |  |  |                      |                      |
|  | [3A] Pays-Bas       | 1                     |            |                        |                        |                  |   |  |                   |                   |  |  |                      |                      |
|  | [3A] Pays-Bas       | 1                     | Japon      | 2                      |                        |                  |   |  |                   |                   |  |  |                      |                      |
|  | 22 juin, Ottawa     |                       | Japon      | 2                      |                        |                  |   |  |                   |                   |  |  |                      |                      |
|  |                     | Angleterre            | 1          |                        |                        |                  |   |  |                   |                   |  |  |                      |                      |
|  | [2B] Norvège        | Angleterre            | 1          | 1                      |                        |                  |   |  |                   |                   |  |  |                      |                      |
|  | [2B] Norvège        |                       |            | 1                      |                        |                  |   |  |                   |                   |  |  |                      |                      |
|  | [2F] Angleterre     | 2                     |            | Match pour la 3e place | Match pour la 3e place |                  |   |  |                   |                   |  |  |                      |                      |
|  | [2F] Angleterre     | 2                     | Angleterre | Match pour la 3e place | Match pour la 3e place | 2                |   |  |                   |                   |  |  |                      |                      |
|  | 21 juin, Vancouver  | 21 juin, Vancouver    | Angleterre | 4 juillet, Edmonton    | 4 juillet, Edmonton    | 2                |   |  |                   |                   |  |  |                      |                      |
|  | 21 juin, Vancouver  | 21 juin, Vancouver    |            | 4 juillet, Edmonton    | 4 juillet, Edmonton    | Canada           | 1 |  |                   |                   |  |  |                      |                      |
|  | [1A] Canada         | 1                     | Allemagne  | 0                      |                        | Canada           | 1 |  |                   |                   |  |  |                      |                      |
|  | [1A] Canada         | 1                     | Allemagne  | 0                      |                        |                  |   |  |                   |                   |  |  |                      |                      |
|  | [3C] Suisse         | 0                     |            | Angleterre             | 1 ap                   |                  |   |  |                   |                   |  |  |                      |                      |
|  | [3C] Suisse         | 0                     |            | Angleterre             | 1 ap                   |                  |   |  |                   |                   |  |  |                      |                      |

#### Huitièmes de finale
| Match 37                       | Chine             | 1 - 0   | Cameroun | Stade du Commonwealth, Edmonton                    |                                                    |
| 20 juin 2015 17:30 (UTC−06:00) | Wang Shanshan 12e | (1 - 0) |          | Spectateurs : 15 958 Arbitrage : Bibiana Steinhaus | Spectateurs : 15 958 Arbitrage : Bibiana Steinhaus |
| 20 juin 2015 17:30 (UTC−06:00) | Rapport           |         |          | Spectateurs : 15 958 Arbitrage : Bibiana Steinhaus | Spectateurs : 15 958 Arbitrage : Bibiana Steinhaus |

| Match 39                       | Allemagne                                        | 4 - 1   | Suède        | Stade TD Place, Ottawa                       |                                              |
| 20 juin 2015 16:00 (UTC−04:00) | Mittag 24e · Šašić 36e (pen.) 78e · Marozsán 88e | (2 - 0) | 82e Sembrant | Spectateurs : 22 486 Arbitrage : Ri Hyang-ok | Spectateurs : 22 486 Arbitrage : Ri Hyang-ok |
| 20 juin 2015 16:00 (UTC−04:00) | Rapport                                          |         |              | Spectateurs : 22 486 Arbitrage : Ri Hyang-ok | Spectateurs : 22 486 Arbitrage : Ri Hyang-ok |

| Match 40                       | France                   | 3 - 0   | Corée du Sud | Stade olympique de Montréal, Montréal           |                                                 |
| 21 juin 2015 16:00 (UTC−04:00) | Delie 4e 48e · Thomis 8e | (2 - 0) |              | Spectateurs : 15 518 Arbitrage : Salome Di Orio | Spectateurs : 15 518 Arbitrage : Salome Di Orio |
| 21 juin 2015 16:00 (UTC−04:00) | Rapport                  |         |              | Spectateurs : 15 518 Arbitrage : Salome Di Orio | Spectateurs : 15 518 Arbitrage : Salome Di Orio |

| Match 41                       | Brésil  | 0 - 1   | Australie | Stade de Moncton, Moncton                           |                                                     |
| 21 juin 2015 14:00 (UTC−03:00) |         | (0 - 0) | 80e Simon | Spectateurs : 12 054 Arbitrage : Teodora Albon (en) | Spectateurs : 12 054 Arbitrage : Teodora Albon (en) |
| 21 juin 2015 14:00 (UTC−03:00) | Rapport |         |           | Spectateurs : 12 054 Arbitrage : Teodora Albon (en) | Spectateurs : 12 054 Arbitrage : Teodora Albon (en) |

| Match 44                       | Canada       | 1 - 0   | Suisse | BC Place Stadium, Vancouver                          |                                                      |
| 21 juin 2015 16:30 (UTC−07:00) | Bélanger 52e | (0 - 0) |        | Spectateurs : 53 855 Arbitrage : Anna-Marie Keighley | Spectateurs : 53 855 Arbitrage : Anna-Marie Keighley |
| 21 juin 2015 16:30 (UTC−07:00) | Rapport      |         |        | Spectateurs : 53 855 Arbitrage : Anna-Marie Keighley | Spectateurs : 53 855 Arbitrage : Anna-Marie Keighley |

| Match 38                       | États-Unis                    | 2 - 0   | Colombie | Stade du Commonwealth, Edmonton                     |                                                     |
| 22 juin 2015 18:00 (UTC−06:00) | Morgan 53e · Lloyd 66e (pen.) | (0 - 0) |          | Spectateurs : 19 412 Arbitrage : Stéphanie Frappart | Spectateurs : 19 412 Arbitrage : Stéphanie Frappart |
| 22 juin 2015 18:00 (UTC−06:00) | Rapport                       |         |          | Spectateurs : 19 412 Arbitrage : Stéphanie Frappart | Spectateurs : 19 412 Arbitrage : Stéphanie Frappart |

| Match 43                       | Norvège         | 1 - 2   | Angleterre                | Stade TD Place, Ottawa                          |                                                 |
| 22 juin 2015 17:00 (UTC−04:00) | Gulbrandsen 54e | (0 - 0) | 61e Houghton · 76e Bronze | Spectateurs : 19 829 Arbitrage : Esther Staubli | Spectateurs : 19 829 Arbitrage : Esther Staubli |
| 22 juin 2015 17:00 (UTC−04:00) | Rapport         |         |                           | Spectateurs : 19 829 Arbitrage : Esther Staubli | Spectateurs : 19 829 Arbitrage : Esther Staubli |

| Match 42                       | Japon                              | 2 - 1   | Pays-Bas         | BC Place Stadium, Vancouver                     |                                                 |
| 23 juin 2015 19:00 (UTC−07:00) | Saori Ariyoshi 10e · Sakaguchi 78e | (1 - 0) | 90+2e van de Ven | Spectateurs : 28 717 Arbitrage : Lucila Venegas | Spectateurs : 28 717 Arbitrage : Lucila Venegas |
| 23 juin 2015 19:00 (UTC−07:00) | Rapport                            |         |                  | Spectateurs : 28 717 Arbitrage : Lucila Venegas | Spectateurs : 28 717 Arbitrage : Lucila Venegas |

#### Quarts de finale
| Match 45                       | Chine   | 0 - 1   | États-Unis | Stade TD Place, Ottawa                           |                                                  |
| 26 juin 2015 19:30 (UTC−04:00) |         | (0 - 0) | 51e Lloyd  | Spectateurs : 24 141 Arbitrage : Carina Vitulano | Spectateurs : 24 141 Arbitrage : Carina Vitulano |
| 26 juin 2015 19:30 (UTC−04:00) | Rapport |         |            | Spectateurs : 24 141 Arbitrage : Carina Vitulano | Spectateurs : 24 141 Arbitrage : Carina Vitulano |

| Match 46                       | Allemagne                                      | 1 - 1 a. p.       | France                                    | Stade olympique de Montréal, Montréal               |                                                     |
| 26 juin 2015 16:00 (UTC−04:00) | Šašić 84e (pen.)                               | (0 - 0, 1 - 1)    | 64e Necib                                 | Spectateurs : 24 859 Arbitrage : Carol Anne Chenard | Spectateurs : 24 859 Arbitrage : Carol Anne Chenard |
| 26 juin 2015 16:00 (UTC−04:00) | Rapport                                        |                   |                                           | Spectateurs : 24 859 Arbitrage : Carol Anne Chenard | Spectateurs : 24 859 Arbitrage : Carol Anne Chenard |
| 26 juin 2015 16:00 (UTC−04:00) | Behringer · Laudehr · Peter · Marozsán · Šašić | Tirs au but 5 - 4 | Thiney · Abily · Necib · Renard · Lavogez | Spectateurs : 24 859 Arbitrage : Carol Anne Chenard | Spectateurs : 24 859 Arbitrage : Carol Anne Chenard |

| Match 47                       | Australie | 0 - 1   | Japon        | Stade du Commonwealth, Edmonton                  |                                                  |
| 27 juin 2015 14:00 (UTC−06:00) |           | (0 - 0) | 87e Iwabuchi | Spectateurs : 19 814 Arbitrage : Kateryna Monzul | Spectateurs : 19 814 Arbitrage : Kateryna Monzul |
| 27 juin 2015 14:00 (UTC−06:00) | Rapport   |         |              | Spectateurs : 19 814 Arbitrage : Kateryna Monzul | Spectateurs : 19 814 Arbitrage : Kateryna Monzul |

| Match 48                       | Angleterre              | 2 - 1   | Canada       | BC Place Stadium, Vancouver                        |                                                    |
| 27 juin 2015 16:30 (UTC−07:00) | Taylor 11e · Bronze 14e | (2 - 1) | 42e Sinclair | Spectateurs : 54 027 Arbitrage : Claudia Umpierrez | Spectateurs : 54 027 Arbitrage : Claudia Umpierrez |
| 27 juin 2015 16:30 (UTC−07:00) | Rapport                 |         |              | Spectateurs : 54 027 Arbitrage : Claudia Umpierrez | Spectateurs : 54 027 Arbitrage : Claudia Umpierrez |

#### Demi-finales
| Match 49                       | États-Unis                    | 2 - 0   | Allemagne | Stade olympique de Montréal, Montréal          |                                                |
| 30 juin 2015 19:00 (UTC−04:00) | Lloyd 69e (pen.) · O'Hara 84e | (0 - 0) |           | Spectateurs : 51 176 Arbitrage : Teodora Albon | Spectateurs : 51 176 Arbitrage : Teodora Albon |
| 30 juin 2015 19:00 (UTC−04:00) | Rapport                       |         |           | Spectateurs : 51 176 Arbitrage : Teodora Albon | Spectateurs : 51 176 Arbitrage : Teodora Albon |

| Match 50                           | Japon                                   | 2 - 1   | Angleterre          | Stade du Commonwealth, Edmonton                      |                                                      |
| 1er juillet 2015 17:00 (UTC−06:00) | Miyama 32e (pen.) · Bassett 90+2e (csc) | (1 - 1) | 40e (pen.) Williams | Spectateurs : 31 467 Arbitrage : Anna-Marie Keighley | Spectateurs : 31 467 Arbitrage : Anna-Marie Keighley |
| 1er juillet 2015 17:00 (UTC−06:00) | Rapport                                 |         |                     | Spectateurs : 31 467 Arbitrage : Anna-Marie Keighley | Spectateurs : 31 467 Arbitrage : Anna-Marie Keighley |

#### Match pour la troisième place
| Match 51                         | Allemagne | 0 - 1 a. p.     | Angleterre           | Stade du Commonwealth, Edmonton              |                                              |
| 4 juillet 2015 14:00 (UTC−06:00) |           | (0 - 0 ; 0 - 0) | 108e (pen.) Williams | Spectateurs : 21 483 Arbitrage : Ri Hyang-ok | Spectateurs : 21 483 Arbitrage : Ri Hyang-ok |
| 4 juillet 2015 14:00 (UTC−06:00) | Rapport   |                 |                      | Spectateurs : 21 483 Arbitrage : Ri Hyang-ok | Spectateurs : 21 483 Arbitrage : Ri Hyang-ok |

#### Finale
| Match 52                         | États-Unis                                | 5 - 2   | Japon                          | BC Place Stadium, Vancouver                      |                                                  |
| 5 juillet 2015 16:00 (UTC−07:00) | Lloyd 3e 5e 16e · Holiday 14e · Heath 54e | (4 - 1) | 27e Ogimi · 52e (csc) Johnston | Spectateurs : 53 341 Arbitrage : Kateryna Monzul | Spectateurs : 53 341 Arbitrage : Kateryna Monzul |
| 5 juillet 2015 16:00 (UTC−07:00) | Rapport                                   |         |                                | Spectateurs : 53 341 Arbitrage : Kateryna Monzul | Spectateurs : 53 341 Arbitrage : Kateryna Monzul |

## Prix décernés
Les prix suivants ont été décernés à la fin du tournoi.
| Saori Ariyoshi Lucy Bronze Julie Johnston | Megan Rapinoe Célia Šašić |

| Nadine Angerer | Ayumi Kaihori |

| Ada Hegerberg | Tang Jiali |

Notes
1. 1 2  Šašić et Lloyd ont le même nombre de buts et de passes décisives (six buts, une passe décisive), mais Šašić remporte le Soulier d'or du fait d'avoir joué moins de minutes.

## Statistiques

### Liste des buteuses
6 buts       
- Carli Lloyd (2 pénalties)
- Célia Šašić (2 pénalties)

5 buts      
- Anja Mittag

3 buts    
- Kyah Simon
- Fara Williams (3 pénalties)
- Gaëlle Enganamouit (1 pénalty)
- Eugénie Le Sommer
- Marie-Laure Delie
- Ada Hegerberg
- Ramona Bachmann (1 pénalty)
- Fabienne Humm

2 buts   
- Sara Däbritz
- Lena Petermann
- Karen Carney
- Lucy Bronze
- Lisa De Vanna
- Christine Sinclair (1 pénalty)
- Madeleine Ngono Mani
- Gabrielle Onguéné (1 pénalty)
- Wang Lisi (1 pénalty)
- Wang Shanshan
- Aya Miyama (2 pénalties)
- Yūki Ōgimi
- Lady Andrade
- Ange N'Guessan
- Megan Rapinoe
- Isabell Herlovsen
- Solveig Gulbrandsen
- Kirsten van de Ven
- Linda Sembrant
- Orathai Srimanee

1 but  
- Melanie Behringer
- Simone Laudehr
- Melanie Leupolz
- Dzsenifer Marozsán
- Alexandra Popp
- Fran Kirby
- Steph Houghton
- Lucie Taylor
- Andressa Alves
- Formiga
- Marta (1 pénalty)
- Raquel
- Christine Manie (1 pénalty)
- Ajara Nchout
- Ashley Lawrence
- Josée Bélanger
- Daniela Montoya
- Catalina Usme
- Cho So-hyun
- Jeon Ga-eul
- Ji So-yun (1 pénalty)
- Kim Soo-yun
- Melissa Herrera
- Raquel Rodríguez
- Karla Villalobos
- Josée Nahi
- Angie Ponce (1 pénalty)
- Verónica Boquete
- Victoria Losada
- Tobin Heath
- Lauren Holiday
- Kelley O'Hara
- Alex Morgan
- Christen Press
- Abby Wambach
- Amandine Henry
- Élodie Thomis
- Louisa Necib
- Saori Ariyoshi
- Mana Iwabuchi
- Mizuho Sakaguchi
- Aya Sameshima
- Yuika Sugasawa
- Fabiola Ibarra
- Verónica Pérez
- Ngozi Okobi
- Francisca Ordega
- Asisat Oshoala
- Rebekah Stott
- Hannah Wilkinson
- Maren Mjelde
- Trine Rønning
- Lieke Martens
- Nilla Fischer
- Sofia Jakobsson
- Eseosa Aigbogun
- Ana-Maria Crnogorčević
- Martina Moser
- Thanatta Chawong

1 but contre son camp  
- Jennifer Ruiz (face à la  France), en match de poule.
- Desire Oparanozie (face à la  Suède), en match de poule.
- Laura Bassett (face au  Japon), en demi-finale.
- Julie Johnston (face au  Japon), en finale.

2 buts contre son camp   
- Angie Ponce (face à la  Suisse), en match de poule.

Source : FIFA.com

### Nombre d'équipes par confédération et par tour
| Confédération | Phase de groupes | Huitièmes de finale | Quarts de finale | Demi-finales | Finale (dont champion) |
| ------------- | ---------------- | ------------------- | ---------------- | ------------ | ---------------------- |
| UEFA          | 8                | 7                   | 3                | 2            | -                      |
| CONMEBOL      | 3                | 2                   | -                | -            | -                      |
| CONCACAF      | 4                | 2                   | 2                | 1            | 1 (1)                  |
| CAF           | 3                | 1                   | -                | -            | -                      |
| AFC           | 5                | 4                   | 3                | 1            | 1                      |
| OFC           | 1                | -                   | -                | -            | -                      |
| Total         | 24               | 16                  | 8                | 4            | 2 (1)                  |

### Nombre de buts par tour
Sont comptabilisés les buts pendant le temps réglementaire et les prolongations, mais pas ceux des tirs au but.
|         | Premier tour | Premier tour | Premier tour | Premier tour | Huitièmes de finale | Quarts de finale | Demi finales | Match 3e place | Finale | 2de phase Sous-total | Total |
| J 1     | J 2          | J 3          | Sous-total   |              | Huitièmes de finale | Quarts de finale | Demi finales | Match 3e place | Finale | 2de phase Sous-total | Total |
| Buts    | 40           | 34           | 33           | 107          | 19                  | 7                | 5            | 1              | 7      | 39                   | 146   |
| Matches | 12           | 12           | 12           | 36           | 8                   | 4                | 2            | 1              | 1      | 16                   | 52    |
| Moyenne | 3,33         | 2,83         | 2,75         | 2,97         | 2,38                | 1,75             | 2,50         | 1              | 7      | 2,44                 | 2,81  |

### Nombre de matches par résultat
- matchs de poule
  - Victoires = 26
  - Nuls = 10 (dont 2 matchs à 0-0)
- Matchs à élimination directe
  - Temps réglementaire = 14
  - Prolongation seule = 1
  - Tirs au but = 1

### Classement et résumé par équipe
Les rencontres conclues par une séance de tirs au but (gagnante ou perdante) sont comptabilisées comme matchs nuls.
| Place              | Équipe           | Stade de compétition atteint | Matchs | Matchs | Matchs | Matchs | Buts | Buts | Buts  | Phase de poules (1er tour) | Phase de poules (1er tour) | Phase de poules (1er tour) |
| Place              | Équipe           | Stade de compétition atteint | J      | G      | N      | P      | BP   | BC   | Diff. | Class.                     | Points                     | Diff. buts                 |
| ------------------ | ---------------- | ---------------------------- | ------ | ------ | ------ | ------ | ---- | ---- | ----- | -------------------------- | -------------------------- | -------------------------- |
| Médaille d'or      | États-Unis       | Vainqueur                    | 7      | 6      | 1      | 0      | 14   | 3    | +11   | 1er                        | 7                          | +3                         |
| Médaille d'argent  | Japon            | Finale                       | 7      | 6      | 0      | 1      | 11   | 8    | +3    | 1er                        | 9                          | +3                         |
| Médaille de bronze | Angleterre       | 1/2 finale                   | 7      | 5      | 0      | 2      | 10   | 7    | +3    | 2e                         | 6                          | +1                         |
| 4                  | Allemagne        | 1/2 finale                   | 7      | 3      | 2      | 2      | 20   | 6    | +14   | 1er                        | 7                          | +14                        |
| 5                  | France           | 1/4 de finale                | 5      | 3      | 1      | 1      | 10   | 3    | +7    | 1er                        | 6                          | +4                         |
| 6                  | Canada           | 1/4 de finale                | 5      | 2      | 2      | 1      | 4    | 3    | +1    | 1er                        | 5                          | +1                         |
| 7                  | Australie        | 1/4 de finale                | 5      | 2      | 1      | 2      | 5    | 5    | 0     | 2e                         | 4                          | 0                          |
| 8                  | Chine            | 1/4 de finale                | 5      | 2      | 1      | 2      | 4    | 4    | 0     | 2e                         | 4                          | 0                          |
| 9                  | Brésil           | 1/8 de finale                | 4      | 3      | 0      | 1      | 4    | 1    | +3    | 1er                        | 9                          | +4                         |
| 10                 | Norvège          | 1/8 de finale                | 4      | 2      | 1      | 1      | 9    | 4    | +5    | 2e                         | 7                          | +6                         |
| 11                 | Cameroun         | 1/8 de finale                | 4      | 2      | 0      | 2      | 9    | 4    | +5    | 2e                         | 6                          | +6                         |
| 12                 | Colombie         | 1/8 de finale                | 4      | 1      | 1      | 2      | 4    | 5    | -1    | 3e                         | 4                          | +1                         |
| 13                 | Pays-Bas         | 1/8 de finale                | 4      | 1      | 1      | 2      | 3    | 4    | -1    | 3e                         | 4                          | 0                          |
| 14                 | Corée du Sud     | 1/8 de finale                | 4      | 1      | 1      | 2      | 4    | 8    | -4    | 2e                         | 4                          | -1                         |
| 15                 | Suisse           | 1/8 de finale                | 4      | 1      | 0      | 3      | 11   | 5    | +6    | 3e                         | 3                          | +7                         |
| 16                 | Suède            | 1/8 de finale                | 4      | 0      | 3      | 1      | 5    | 8    | -3    | 3e                         | 3                          | 0                          |
| 17                 | Thaïlande        | 1er tour                     | 3      | 1      | 0      | 2      | 3    | 10   | -7    | 3e                         | 3                          | -7                         |
| 18                 | Costa Rica       | 1er tour                     | 3      | 0      | 2      | 1      | 3    | 4    | -1    | 3e                         | 2                          | -1                         |
| 19                 | Nouvelle-Zélande | 1er tour                     | 3      | 0      | 2      | 1      | 2    | 3    | -1    | 4e                         | 2                          | -1                         |
| 20                 | Espagne          | 1er tour                     | 3      | 0      | 1      | 2      | 2    | 4    | -2    | 4e                         | 1                          | -2                         |
| 21                 | Nigeria          | 1er tour                     | 3      | 0      | 1      | 2      | 3    | 6    | -3    | 4e                         | 1                          | -3                         |
| 22                 | Mexique          | 1er tour                     | 3      | 0      | 1      | 2      | 2    | 8    | -6    | 4e                         | 1                          | -6                         |
| 23                 | Côte d'Ivoire    | 1er tour                     | 3      | 0      | 0      | 3      | 3    | 16   | -13   | 4e                         | 0                          | -13                        |
| 24                 | Équateur         | 1er tour                     | 3      | 0      | 0      | 3      | 1    | 17   | -16   | 4e                         | 0                          | -16                        |